# Jelmer Jens
Jelmer Jens (1 mei 1982) is een Nederlandse schaker met een FIDE-rating van 2382 (juli 2011). Hij is sinds 2003 een Internationaal Meester (IM).  

## Opleiding en beroep
Jelmer Jens ging naar school aan het Revius Lyceum in Utrechtse Heuvelrug-Doorn. Vervolgens studeerde hij van 2000 tot 2005 economie en promoveerde daarna aan de Universiteit van Utrecht, waarbij hij zich onder meer bezighield met Treasury-Risicomanagement. 
Van 2006 tot 2012 werkte hij als financieel adviseur bij Atrivé, een Utrechts adviesbureau op het gebied van wonen, van 2013 tot 2020 als financieel adviseur bij advies- en servicebureau voor de gezondheidszorg AAG in ’s-Hertogenbosch en sinds 2021 als adviseur bij accountantsbureau BDO in Utrecht.

## Schaakresultaten
- In 1994 werd hij in Hengelo kampioen van Nederland bij de jeugd tot 12 jaar en in 1996 won hij de C-groep (t/m 14 jaar) tijdens het Open Nederlands Jeugdschaak Kampioenschap. In 1998 was hij kampioen rapidschaak bij de jeugd tot 15 jaar.
- Jelmer is lid van de schaakvereniging "Utrecht" evenals Erwin l'Ami en vindt dat schaken een hobby moet blijven.
- In 2003 speelde hij mee om het Duitse Jeugdkampioenschap en bereikte daar de tweede plaats met 6.5 punt, evenveel als de winnaar Lorenz Drabke, die meer weerstandspunten had.
- Op 12 november 2005 won Friso Nijboer met 13 pt. uit 15 het Kaaieman-toernooi, een snelschaak-toernooi dat in Bunschoten-Spakenburg gespeeld werd. Jens eindigde met 9 punten op de zesde plaats. Jelmer Jens won als enige van Viktor Kortsjnoj.

Sinds augustus 2003 heeft hij de titel Internationaal Meester. De normen hiervoor behaalde hij bij het Essent-CC-toernooi in oktober 2001 in Hoogeveen, waarbij hij  GM Magaram Magodemov wist te verslaan, bij het Caïssa-KTS-toernooi in januari 2013 in Kecskemét en bij het internationale Duitse jeugdkampioenschap in april 2003 in Deizisau, waaraan hij als invaller kon deelnemen en eindigde als tweede, achter  Lorenz Drabke.
Van juni tot september 2018 was zijn Elo-rating 2437. 

## Schaakverenigingen
In de Nederlandse Meesterklasse speelde Jelmer Jens tot 2016 voor Schaakclub Utrecht, waarvan hij ook penningmeester was. Sinds seizoen 2016/17 speelt hij voor het Leidsch Schaakgenootschap, waarmee hij in 2018 en in 2019 kampioen van Nederland werd. 

In de Belgische competitie speelde hij tot seizoen 2003/04 voor SK Moretus Hoboken. Daarna speelde hij een seizoen voor het eerste team van Boey Temse, en daarna voor Royal Namur Echecs. Na de degradatie van Namur in seizoen 2008/09, speelde Jelmer Jens gedurende één seizoen in het tweede team van Vliegend Peerd Bredene. Het team trok zich daarna terug uit hoogste Belgische klasse en Jens stapte over naar La Tour d'Ans-Loncin. Nadat Ans-Loncin zich had teruggetrokken ging Jens spelen bij Cercle Royal des Echecs de Liège et Echiquier Liègeois. 

In de hoogste Franse klasse speelde Jens in seizoen 2009/10 en 2010/11 voor Club de A.J.E. Noyon.  In Duitsland speelde hij eerst voor SG Bochum 31 en stapte in seizoen 2013/14 over naar Schachverein Erkenschwick.
In 2007 nam hij in het Turkse Kemer met de vereniging Royal Namur Echecs deel aan de European Club Cup. In 2008 nam hij in Kallithea  (Chalcidice) weer deel aan de European Club Cup, deze keer met Schaakclub Utrecht.